# Правительство Свириденко
Правительство Юлии Свириденко — действующий Кабинет министров Украины, сформированный 17 июля 2025 года после утверждения Верховной Радой кандидатуры Юлии Свириденко на пост премьер-министра Украины, предложенной президентом Владимиром Зеленским.

## История
14 июля 2025 года президент Владимир Зеленский предложил Юлию Свириденко, занимавшую должность первого вице-премьера и министра экономики, на пост главы правительства. 17 июля 2025 года Верховная Рада утвердила её назначение.

## Состав
| Должность                                                                                    | Портрет                 | Имя и фамилия            | Срок пребывания в должности                                                                                        |                         |
| Премьер-министр Украины                                                                      | Премьер-министр Украины | Премьер-министр Украины  | Премьер-министр Украины                                                                                            | Премьер-министр Украины |
| -------------------------------------------------------------------------------------------- | ----------------------- | ------------------------ | --- | ----------------------- |
| Премьер-министр                                                                              |                         | Юлия Свириденко          | с 17 июля 2025 |                         |
| Заместители премьер-министра                                                                 |                         |                          | |                         |
| Первый вице-премьер-министр — Министр цифровой трансформации                                 |                         | Михаил Фёдоров           | с 17 июля 2025 (c 29 августа 2019 по 17 июля 2025 — Вице-премьер-министр — Министр цифровой трансформации Украины) |                         |
| Вице-премьер-министр по вопросам европейской и евроатлантической интеграции Украины          |                         | Тарас Качка              | с 17 июля 2025 |                         |
| Вице-премьер-министр по восстановлению Украины — Министр развития общин и территорий Украины |                         | Алексей Кулеба           | с 5 сентября 2024                                                                                                  |                         |
| Министры                                                                                     |                         |                          | |                         |
| Министр иностранных дел                                                                      |                         | Андрей Сибига            | с 5 сентября 2024                                                                                                  |                         |
| Министр обороны                                                                              |                         | Денис Шмыгаль            | с 17 июля 2025 |                         |
| Министр юстиции                                                                              |                         | Герман Галущенко         | с 17 июля 2025 |                         |
| Министр финансов                                                                             |                         | Сергей Марченко          | с 30 марта 2020 |                         |
| Министр внутренних дел                                                                       |                         | Игорь Клименко           | с 7 февраля 2023                                                                                                   |                         |
| Министр экономики, окружающей среды и сельского хозяйства                                    |                         | Алексей Соболев          | с 17 июля 2025 |                         |
| Министр социальной политики, семьи и единства                                                |                         | Денис Улютин             | с 17 июля 2025 |                         |
| Министр образования и науки                                                                  |                         | Оксен Лисовой            | с 21 марта 2023 |                         |
| Министр молодёжи и спорта                                                                    |                         | Матвей Бедный            | с 5 сентября 2024 (врио 9 ноября 2023 — 5 сентября 2024)                                                           |                         |
| Министр здравоохранения                                                                      |                         | Виктор Ляшко             | с 20 мая 2021 |                         |
| Министр энергетики                                                                           |                         | Светлана Гринчук         | с 17 июля 2025 |                         |
| Министр по делам ветеранов                                                                   |                         | Наталья Калмыкова        | с 5 сентября 2024                                                                                                  |                         |
| Министр культуры и стратегических коммуникаций                                               |                         | Галина Григоренко (врио) | 17—28 июля 2025 |                         |
| Министр культуры и стратегических коммуникаций                                               |                         | Татьяна Бережная (врио)  | с 28 июля 2025 |                         |

## Приоритеты
Среди заявленных приоритетов:
- поддержка ВСУ и увеличение производства вооружений;
- аудит бюджетных расходов;
- ускорение приватизации и реформ[1].